# Stichianthus
Stichianthus é um género botânico pertencente à família Rubiaceae.

## Espécies
- Stichianthus minutiflorus